# Bill S. Ballinger
William Sanborn Ballinger, més conegut com Bill S. Ballinger (Oskaloosa, Iowa, 13 de març de 1912 - Tarzana, Los Angeles, Califòrnia, 23 de març de 1980), fou un escriptor de novel·la negra i guionista estatunidenc.

## Biografia
Va obtenir un títol en arts a la Universitat de Wisconsin el 1934. Entre els anys 1977 i 1979 fou professor d'escriptura a la Universitat Estatal de Califòrnia.
Es va casar tres cops: amb Geraldine Taylor el 1936, matrimoni que acabà en divorci en 1946; en 1949 amb Laura Dunham, que va morir el 1962; i el 1964 amb Lucille Rambeau.

## Carrera literària
La seva carrera professional va començar en publicitat i ràdio, escrivint i produint nombrosos programes. 
Cap a finals de la dècada de 1940 es va traslladar de Nova York a Los Angeles, i començà a dedicar-se a la literatura a temps complet.
Inaugura la seva producció literària creant el personatge Barr Breed, un detectiu privat de Chicago. del que va escriure dues novel·les. 
Posteriorment, començà a escriure obres de novel·la negra sense personatge fixe, que seràn les que realment li donaràn fama. La seva primera novel·la d'aquest període, Portrait in Smoke, va assolir un gran èxit, i utilitza una estructura amb dues narraions paral·leles: la primera està escrita en primera persona i conta la recerca per part de Dan April d'una dona a la que va estimar fa anys; i l'altra, escrita en tercera persona, explica qui és realment aquesta dona. Aquesta utilització de narradors o temps paral·lels serà constant i característica de la seva obra.
Va compaginar la creació d'aquestes obres, amb l'escriptura de guions, tant cinematogràfics com, majoritàriament, televisius. Fou guionista de sèries molt conegudas i exitoses com I Spy, M Squad, Mike Hammer, Alfred Hitchcock Presents, Bonanza, The Outer Limits, Ironside o Cannon. 
A partir de 1965 va escriure una sèrie de 5 llibres d'espionatge, protagonitzats per Joaquin Hawks, agent de la CIA. 
Encara que habitualment signava les seves obres amb el seu propi nom, també va fer servir alguns pseudònims, principalment B. X. Sanborn i Frederic Freyer.

## Obres
| Ant  | Títol                                           | Sèrie           | Traducció                    | Publicació              | Notes |
| ---- | ----------------------------------------------- | --------------- | ---------------------------- | ----------------------- | --- |
| 1948 | The Body in the Bed                             | Barr Breed-1    |                              |                         | |
| 1949 | The Body Beautiful                              | Barr Breed-2    |                              |                         | |
| 1950 | Portrait inSmoke                                |                 | Retrat en fum                | Edicions 62. 8429718745 | També publicada com The Deadlier Sex.                                                                             |
| 1952 | The Darkening Door                              |                 |                              |                         | Hi ha una traducció al castellà publicada com La puerta oscura.                                                   |
| 1953 | Rafferty                                        |                 |                              |                         | Hi ha una traducció al castellà publicada com Rafferty, teniente de homicidios.                                   |
| 1955 | The Tooth and the Nail                          |                 | El dit escapçat              | Edicions 62. 8429724184 | Hi ha una traducció al castellà publicada com La puerta oscura.                                                   |
| 1955 | The Black Black Hearse                          |                 |                              |                         | Publicada amb el pseudònim Frederic Freyer.                                                                       |
| 1957 | The Longest Second                              |                 |                              |                         | Hi ha una traducció al castellà publicada com El segundo más largo. Nominada al Premi Edgar a la millor novel·la. |
| 1957 | The Wife of the Red-Haired Man                  |                 | La muller de l'home pèl-roig | Edicions 62. 8429735526 | |
| 1958 | Beacon in the Night                             |                 |                              |                         | |
| 1958 | Formula for Murder                              |                 |                              |                         | |
| 1959 | The Doom Maker                                  |                 |                              |                         | Publicada amb el pseudònim B. X. Sanborn                                                                          |
| 1963 | The Fourth Forever                              |                 |                              |                         | Hi ha una traducció al castellà publicada com El cuatro en la eternidad.                                          |
| 1965 | Not I Said the Vixen                            |                 |                              |                         | Hi ha una traducció al castellà publicada com En el silencio de la noche.                                         |
| 1965 | The Spy in the Jungle                           | Joaquin Hawks-1 |                              |                         | |
| 1965 | The Chinese Mask                                | Joaquin Hawks-2 |                              |                         | |
| 1965 | The Spy in Bangkok                              | Joaquin Hawks-3 |                              |                         | |
| 1966 | The Spy at Angor Wat                            | Joaquin Hawks-4 |                              |                         | |
| 1966 | The Spy in the Java Sea                         | Joaquin Hawks-5 |                              |                         | |
| 1966 | The Heir Hunters                                |                 |                              |                         | Hi ha un traducció al castellà publicada com Cazadores de herederas.                                              |
| 1968 | The Source of Fear                              |                 |                              |                         | |
| 1969 | Heist Me Higher                                 |                 | Aixeca'm més amunt           | Edicions 62 8429726365  | |
| 1969 | The 49 Days of Death                            |                 |                              |                         | |
| 1969 | The Lopsided Man                                |                 |                              |                         | |
| 1974 | The Corsican                                    |                 |                              |                         | Hi ha una traducció al castellà publicada com El corso.                                                           |
| 1975 | The Law                                         |                 |                              |                         | |
| 1975 | The Ultimate Warrior                            |                 |                              |                         | |
| 1978 | The Lost City of Stone. The Story of Nan Madool |                 |                              |                         | No ficció. |
| 1979 | The California Story                            |                 |                              |                         | No ficció. |